# لورين ديفيس
لورين ديفيس  (بالإنجليزية: Lauren Davis)‏ مواليد 09 أكتوبر 1993 في غيتس ميلز كليفلاند، أوهايو، الولايات المتحدة، هي لاعبة كرة مضرب أمريكية تلعب باليد اليمنى بدأت مسيرتها كمحترفة منذ يناير عام، وتحتل حالياً المرتبة 51 (سبتمبر 10, 2014) في تصنيف رابطة محترفات كرة المضرب. من ابرز إنجازاتها تفوقها علي المصنفة أول فيكتوريا ازارينكا بنتيجة ساحقة وهي 6-0 7-6.

## روابط خارجية
- لورين ديفيس على موقع رابطة محترفات التنس (الإنجليزية)
- لورين ديفيس على موقع الاتحاد الدولي لكرة المضرب (الإنجليزية)
- لورين ديفيس على موقع كأس بيلي جين كينغ (الإنجليزية)
- لورين ديفيس على موقع بطولة ويمبلدون (الإنجليزية)
- لورين ديفيس على موقع خلاصة التنس.كوم (الإنجليزية)
- لورين ديفيس على موقع إي إس بي إن.كوم (الإنجليزية)